# Lechytia asiatica
Espèce
Lechytia asiatica est une espèce de pseudoscorpions de la famille des Lechytiidae.

## Distribution
Cette espèce est endémique du Viêt Nam.

## Étymologie
Son nom d'espèce lui a été donné en référence au lieu de sa découverte, l'Asie.

## Publication originale
- Redikorzev, 1938 : Les pseudoscorpions de l'Indochine française recueillis par M.C. Dawydoff. Mémoires du Muséum National d'Histoire Naturelle, Paris, vol. 10, p. 69-116.